# Stum (film)
|  | Denne artikel er oprettet af botten Steenthbot ud fra en ekstern database. Den kan derfor have sproglige fejl eller mangler. Denne skabelon kan fjernes efter kontrol af indholdet. |

Stum er en dansk kortfilm fra 2003 instrueret af Amel Dzemidzic efter eget manuskript.

## Medvirkende
- Simon Mulvad, Allan
- Marianne S. Madsen, Gitte
- Ivar Søe, MB
- Kim Sønderholm, PB
- Jonas Schoustrup-Thomsen, Læge
- Ali Alwan, Gittes kunde